# Pilea wrightiana
Pilea wrightiana är en nässelväxtart som beskrevs av Hugh Algernon Weddell. Pilea wrightiana ingår i släktet pileor, och familjen nässelväxter. Inga underarter finns listade i Catalogue of Life.